# Перминов, Игорь Викторович
И́горь Ви́кторович Перми́нов (13 апреля 1975, Владивосток, СССР) — российский футболист, защитник.

## Биография
Футболом занимался с 7 лет. Первый тренер в школе «Луча» Владимир Иванович Голышев. Затем тренировался под руководством Виктора Лукьянова. В 1987 году у Перминова были выявлены проблемы с сердцем, и он год не занимался футболом. В составе «Луча» дебютировал в 1992 году — в первенстве первой лиги в сентябре — октябре сыграл три матча, выходя на замену в конце матча. Команда по итогам сезона вышла в высшую лигу, но Перминов провёл там только один матч — 14 октября в гостевом матче 32 тура против московского «Динамо» (1:7) вышел на замену после перерыва и при счёте 0:6 забил гол. «Луч» вылетел обратно в первую лигу, а Перминов в следующем сезоне стал основным игроком команды. В 1995 году провёл 11 матчей, в которых получил две красные карточки — 30 августа в матче с «Асмаралом» и 30 сентября в матче с «Зенитом» СПб. Во втором случае получивший тяжёлую травму Андрей Плетнёв выбыл до конца сезона, а Перминов был дисквалифицирован на 10 матчей. В 1996 году провёл 35 матчей, забил два гола. Перминову стали поступать предложения из других клубов — «Шинника», московского «Динамо» и «Зенита». С «Зенитом» был подписан предварительный контракт, но из команды ушёл главный тренер Павел Садырин, и переход сорвался. В связи с финансовыми проблемами «Луч» распродал многих игроков, и Перминов ушёл в сочинскую «Жемчужину». Из-за травмы месяц провёл без игровой практики и выступал только за вторую команду. В 1998 году перешёл в «Чкаловец» Новосибирск, где получил тяжёлую травму, после чего два года не выступал. 2000 год провёл в ФК «Орёл», следующий год отыграл в «Селенге» Улан-Удэ. В 2001 году вернулся в «Луч», на следующий год стал капитаном команды, но после прихода главного тренера Бориса Журавлёва контракт с Перминовым был разорван. Затем играл в любительском клубе «Портовик-Энергия» Холмск (2003, 2004), «Селенге» (2003), «Металлурге-Метизнике» Магнитогорск. В 2006—2008 годах выступал за ФК «Тюмень» и в 33 года был вынужден завершить карьеру из-за последствий травмы — на суставы сильно влияли искусственные поля.
По состоянию на октябрь 2016 года проживал в Тюмени, вёл семейный бизнес. Жена Галина, с которой познакомился, выступая за «Орёл», дочь Злата (род. в 2001).

## Достижения
- Победитель Первого дивизиона: 1992
- Бронзовый призёр зоны «Центр» Второго дивизиона России: 2000